# Tadeusz Bresiewicz
Tadeusz Bresiewicz (ur. 25 grudnia 1862 w Krakowie, zm. 28 marca 1938) – polski prawnik, sędzia Sądu Najwyższego w II Rzeczypospolitej.

## Życiorys
Urodził się w 1862. Egzamin dojrzałości zdał w 1880 z odznaczeniem w Gimnazjum św. Jacka w Krakowie. Ukończył studia prawnicze na Uniwersytecie Jagiellońskim uzyskując stopień doktora praw. Początkowo pracował w sądzie, następnie prowadził kancelarię adwokacką w Kalwarii. W 1895 założył  w Kalwarii Towarzystwo Oszczędności i Pożyczek ( obecnie Bank Spółdzielczy w Kalwarii Zebrzydowskiej). Od 1897 pracował w Krakowie w charakterze c. k. radcy. Przez trzy lata był przewodniczącym Sądu Przemysłowego. Zasiadał w senacie apelacyjnym Sądu Krajowego cywilnego. W 1900 wszedł w skład komitetu redakcyjnego Czasopisma Prawniczego i Ekonomicznego. W 1906 został mianowany kierownikiem Referatu Spraw Administracyjnych i Osobowych dla Zachodniej Galicji w Ministerstwie Sprawiedliwości w Wiedniu.
W okresie II Rzeczypospolitej był sędzią Sądu Najwyższego. 21 sierpnia 1922 mianowany został Generalnym Komisarzem Wyborczym. 
Zmarł 28 marca 1938. Został pochowany na cmentarzu Powązkowskim w Warszawie (kwatera 144-3-9). Jego żoną była Bronisława z Pawełków (1868–1936), a synem Juliusz (1903–1933), także sędzia.

## Ordery i odznaczenia
- Krzyż Komandorski Orderu Odrodzenia Polski (2 maja 1923)[9][10]
- Złoty Krzyż Zasługi (9 listopada 1932)[11]
- Krzyż Kawalerski Orderu Franciszka Józefa (przed 1906)[3]